# Margaret Preston
Margaret Rose Preston (Adelaida, Austràlia Meridional, 29 d'abril de 1875 - Mosman, Sydney, 28 de maig de 1963) va ser una pintora, gravadora i escriptora d'art australiana que és considerada una de les principals modernistes d'Austràlia de principis del segle xx. En la seva recerca per fomentar un «art nacional» australià, també va ser una de les primeres artistes australianes no indígenes a utilitzar motius aborígens en la seva obra. Les seves obres estan signades de manera distintiva amb les inicials MP.

## Primers anys
Margaret Rose Preston era filla de David McPherson, un enginyer marí escocès, i Prudence Cleverdon McPherson, de soltera Lyle. Era la filla gran; la seva germana Ethelwynne Lyle McPherson va néixer el 1877. La família la va anomenar sempre pel seu segon nom (Rose), i a mitjans dels seus 30 anys va començar a utilitzar el de Margaret.
La família de Preston es va traslladar a Sydney el 1885, on ella va assistir a la Fort Street Girls' High School durant dos anys. Va mostrar un interès molt primerenc per l'art, primer amb la pintura xinesa i després a través de classes privades d'art. Més tard, als 52 anys, Margaret Preston escriuria sobre la seva infància i el desenvolupament de l'interès per l'art a l'article «From Eggs to Electrolux», que va publicar a Sydney Ure Smith's Art in Australia el 1927. Tot i que està escrit en tercera persona, ofereix una visió de la seva personalitat llegendàriament forta. Ella descriu la seva primera visita a la Galeria d'Art de Nova Gal·les del Sud als 12 anys, recordant-la com
«...un lloc gran, tranquil i d'olor agradable amb un munt de quadres penjats a les parets i aquí i allà estudiants asseguts en tamborets alts copiant als cavallets. [La meva] primera impressió no va ser de la bellesa de la meravella de les imatges, sinó de com de bonic devia ser seure en un tamboret alt amb gent que us mirava mentre passaven... Aquesta visita em va portar a [ser artista]».
Després de les seves classes amb William Lister Lister, Margaret Preston va estudiar a la National Gallery of Victoria Art School amb Frederick McCubbin de 1889 a 1894. Els seus estudis es van interrompre durant un temps per la malaltia i mort del seu pare. Quan va tornar a l'escola, va començar a treballar amb Bernard Hall. Va mostrar una forta preferència per pintar bodegons en comptes de persones, i el 1897 va guanyar la beca Still Life de l'escola, que li va permetre la matrícula gratuïta d'un any. El 1898 va anar a estudiar a l'Escola de Disseny d'Adelaide.

## Ensenyament
Al principi de la carrera de Preston, sobretot abans del seu matrimoni, va ensenyar art per ajudar a mantenir-se a si mateixa i a la seva família. Va començar a fer classes particulars a estudiants mentre encara era a l'Escola de Disseny d'Adelaide, i establí el seu propi estudi el 1899. Més tard va ensenyar al St Peter's College i al Presbyterian Ladies' College, tots dos a Adelaide. Entre els seus alumnes hi havia artistes tan notables com Bessie Davidson, Gladys Reynell i Stella Bowen, que es referien a ella com «una dona petita i pel-roja, que no només era una excel·lent pintora, sinó una mestra molt inspiradora».

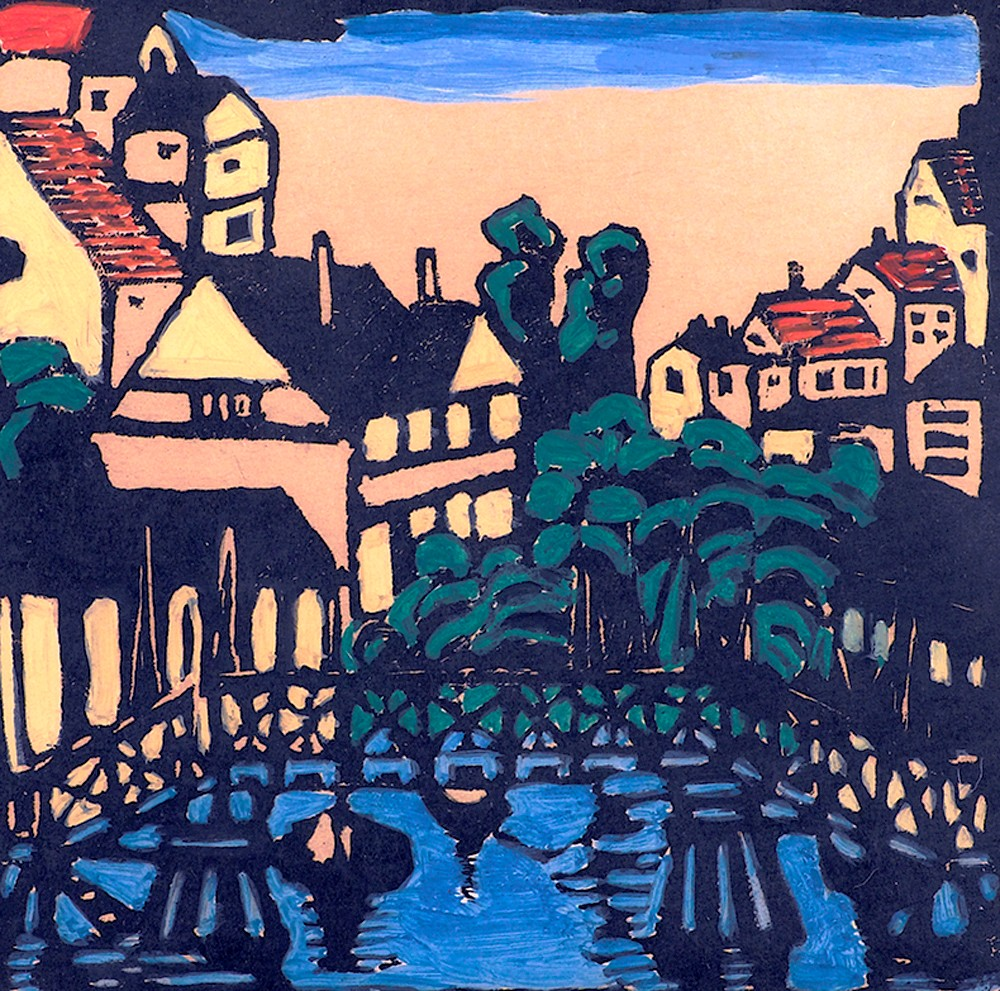
Wooden Bridge (1925) de Margaret Preston

## Carrera artística

### Anys de viatge (1904–1907; 1912)
Després de la mort de la seva mare el 1903, Margaret Preston i Bessie Davidson van viatjar a Europa, on es van allotjar del 1904 al 1907, amb estades a Munic i París i viatges més curts a Itàlia, Espanya, Països Baixos i Àfrica. A Munic, Preston va estudiar breument a l'Escola Governamental d'Art per a Dones però no va assumir ni els mètodes d'ensenyament ni l'estètica alemanya.
París li va anar millor, i va participar al Saló de París de 1905 i 1906. La seva sensibilitat modernista en desenvolupament va ser influenciada pels postimpressionistes francesos com Paul Cézanne, Paul Gauguin i Henri Matisse, així com per l'art i el disseny japonès, que va trobar al Museu Guimet. De l'art japonès, en particular, va adquirir una preferència per la composició asimètrica, un enfocament en les plantes com a tema i una apreciació del patró com a mètode d'organització. Va començar a intentar reduir el seu propi treball a «decoració sense ornamentació».
De retorn a Austràlia el 1907, Preston va llogar un estudi amb Bessie Davidson, i van fer una exposició conjunta a partir de la qual una de les seves pintures, Onions (1905), va ser comprada per la National Gallery of South Australia. El 1911 se li va demanar que pintés un retrat de Catherine Spence per a la National Gallery of South Australia. Preston va tornar a França (París i Bretanya) el 1912 amb Gladys Reynell, però quan va esclatar la Primera Guerra Mundial, es van traslladar a la Gran Bretanya. Allà va estudiar ceràmica i els principis del disseny modernista als tallers Omega de Roger Fry. Més tard, ella i Reynell van ensenyar ceràmica i cistelleria com a teràpia per als soldats impactats per la guerra a l'Hospital Militar Seale Hayne de Devonshire. Va exposar la seva obra tant a Londres com a París durant aquest període.
D'aquests estudis europeus, Preston va tornar a Austràlia havent adoptat els principis modernistes. L'enfocament analític dels modernistes del disseny, el sentit de la forma subjacent i l'espai pictòric simplificat es convertirien en els distintius de la seva obra. La influència dels seus estudis europeus es pot veure, per exemple, en el seu bodegó de 1927 Implement Blue, amb les seves formes geomètriques, paleta apagada i il·luminació crua.

### Primers anys de Mosman (1919-1932)
El 1919, Preston va anar a Amèrica per a una exposició al Carnegie Institute de Pittsburgh, Pennsilvània. En el seu camí de tornada a Austràlia, va conèixer el seu futur marit, William George "Bill" Preston, un segon tinent de la Força Imperial d'Austràlia acabat d'acomiadar. S'hi va casar al desembre de 1919 i va escriure una data de naixement falsa al seu certificat de matrimoni per fer-se vuit anys més jove que el seu marit. Bill tenia un temperament plàcid que complementava la personalitat assertiva de Margaret Preston i es van dedicar l'un a l'altre durant tot el seu matrimoni. L'amic de Preston Leon Gellert va assenyalar que Bill semblava considerar com un deure nacional mantenir la seva estimada Margaret feliç i artísticament productiva. Bill Preston era un home de negocis d'èxit, va ser director d'empresa i el seu matrimoni va donar a Margaret Preston la seguretat financera per continuar amb la seva feina i viatjar molt.

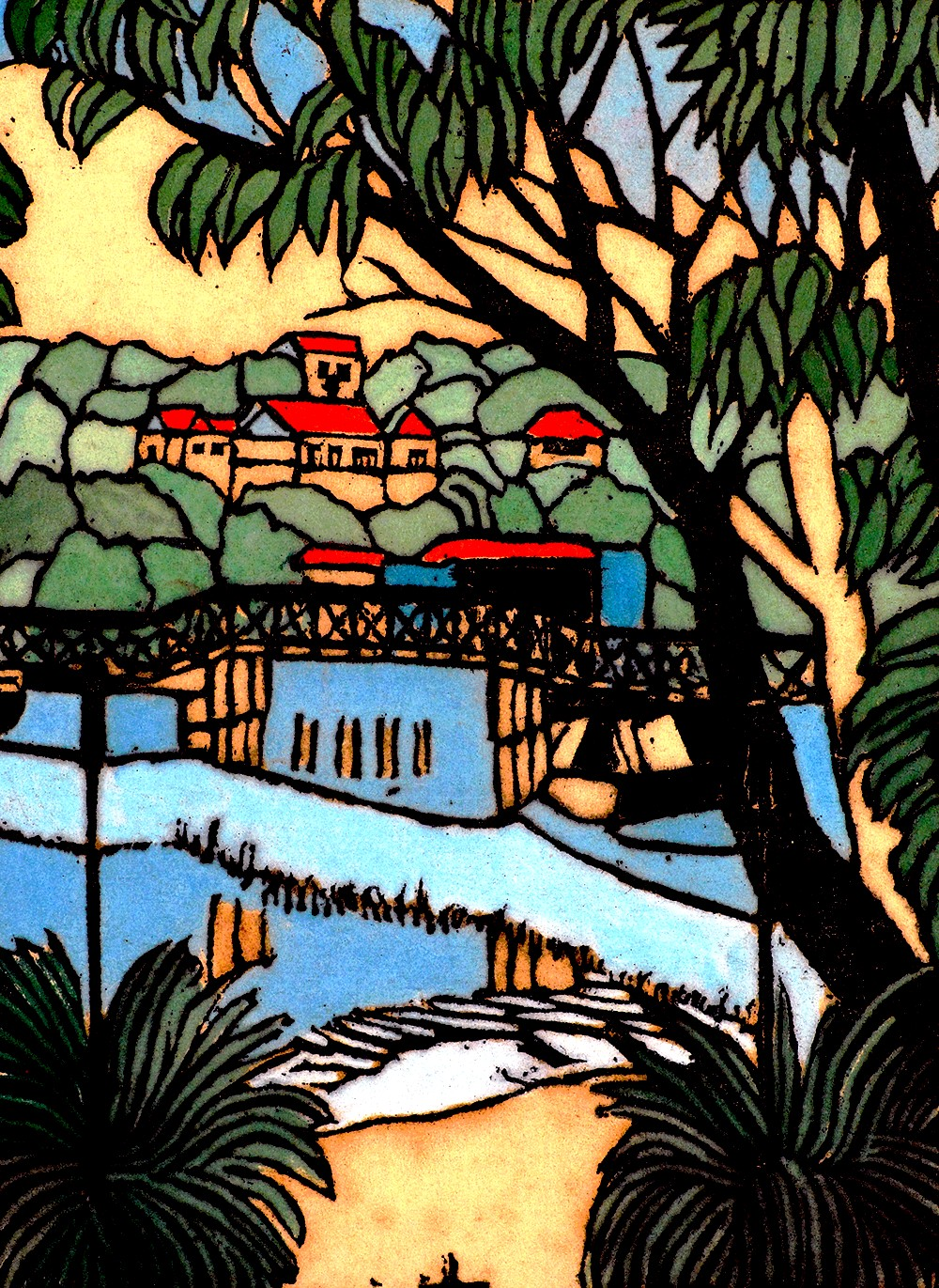
Pont de Mosman 1927

Els Preston es van establir al suburbi de Mosman, a Sydney, un barri al costat del port que ha atret durant molt de temps artistes i escriptors. Hi van viure fins al 1963. Va ser durant el període de Mosman que Preston es va establir com la dona artista australiana més destacada dels anys vint i trenta. Un any després del trasllat a Mosman, la Galeria d'Art de Nova Gal·les del Sud li va comprar el quadre Summer, de 1915. Preston va ser membre fundadora del Contemporary Group el 1926. El 1929, els administradors de l'actual Galeria d'Art de Nova Gal·les del Sud van encarregar Self portrait (1930), el primer encàrrec d'aquest tipus de la Galeria a una dona artista. A la dècada de 1930, es va unir a la Societat Antropològica de Nova Gal·les del Sud. Preston es va unir a la Society of Artists i es va fer amiga del seu president, Sydney Ure Smith, l'influent editor de Art in Australia, The Home i Australia: National Journal. Escrivint a les publicacions de Ure Smith, Preston va defensar les seves pròpies idees sobre l'art australià, especialment pel que fa a la necessitat de desenvolupar una identitat nacional en l'art en lloc d'imitar sense parar els models europeus. Va expressar aquestes idees en un article de 1925 «L'art indígena d'Austràlia», publicat a Art in Australia, il·lustrat a la portada i acompanyant el text amb impressions en relleu de dissenys indígenes.
«En voler desfer-me dels manierismes d'un país diferent del meu, m'he dedicat a l'art d'un poble que mai havia vist ni conegut res diferent d'ells mateixos, i estava acostumat a utilitzar sempre els mateixos símbols per expressar-se. Aquests són els aborígens australians, i només és de l'art d'aquestes persones en qualsevol país que pot sorgir un art nacional».
En total, va contribuir amb diverses dotzenes d'articles sobre art a les publicacions de Ure Smith, així com als anuaris de la Society of Artists. Ure Smith no només va donar més espai a Preston que a cap altre artista, sinó que va dedicar tres números a la seva obra exclusivament: el Margaret Preston Number d'Art in Australia (1927), Recent Paintings by Margaret Preston (1929) i Margaret Preston's Monotypes (1949).
Margaret Preston també va aprofitar el fòrum que van oferir les revistes de dones per permetre-li arribar a un públic ampli tant per la seva obra com per les seves opinions sobre el futur de l'art australià. Els lectors de l'edició d'abril de 1929 de Woman's World es van impulsar a mantenir les portades dels números en què s'havien reproduït les obres de Preston i a emmarcar-les com a imatges.

#### Gravats
Encara més que les seves pintures, les xilografies, els linogravats i els monotips de Preston mostren la seva capacitat per a la innovació modernista. Tot i que havia experimentat amb l'aiguafort mentre vivia a Anglaterra, el millor del seu treball madur va ser en xilografia. Aquestes impressions eren barates de produir i la van ajudar a estendre el seu abast a un mercat més ampli.
Preston va crear més de 400 impressions conegudes, no totes documentades i algunes de les quals s'han perdut. La gran majoria de gravats supervivents presenten flora autòctona australiana com a temes, fruit del desig de Margaret Preston de fer imatges úniques d'Austràlia. Flors com la banksia, el waratah, la flor de l'eucaliptus, i la wheelflower (la flor de l'Stenocarpus sinuatus) van oferir a Preston exemplars per a les seves composicions radicals i asimètriques.
Mosman i els seus voltants també apareixen en moltes dels gravats de Preston. Un dels pisos dels Preston (al carrer de Musgrave) oferia vistes de la badia de Mosman i el pont de Mosman, que apareixien en més de mitja dotzena d'impressions diferents. Un altre, prop de Reid Park, tenia vistes al port de Sydney i la seva costa, que apareixien en obres tan emblemàtiques com Sydney Head I (1925), Sydney Head II (1925), i Harbour Foreshore (1925). El port també apareix a les obres Circular Quay (1925) i The Bridge from the North Shore (1932). També hi ha gravats amb temes de paisatge, com Red Cross Fete (1920) —una vista a través de l'aigua des de l'illa de Balmoral a la nit— i Edwards Beach Balmoral (1929) i Rocks and Waves (1929), que són totes dues vistes des de Wyargine Point, prop de la platja d'Edwards.
A Preston li agradava experimentar amb noves tècniques, tot i que el seu enfocament més habitual era imprimir les seves imatges en negre amb colors afegits a mà. Va sentir que el gravat ajudava a mantenir la seva obra fresca: «Sempre que pensava que m'estava equivocant, en el meu art, em dedicava a les manualitats: gravats en fusta, monotips, plantilles i aiguaforts. Trobo que em neteja el cervell».

#### Pintures
Mosman també apareix en moltes pintures de Preston que no són obres de natura morta. Dues, en particular, Japanese Submarine Exhibition (1942) i Children's Corner at the Zoo (1944–46), estan pintades amb un estil deliberadament ingenu, que reflecteix l'interès per l'art infantil. Preston probablement era conscient de les teories de Roger Fry sobre la creativitat i l'aprenentatge dels nens.

### Anys de Berowra (1932–1939)
Entre 1932 i 1939, els Preston van viure al barri de Berowra, un lloc boscós dins del parc regional. Va continuar amb les seves adaptacions de l'art indígena australià, desplegant motius de disseny aborigen i esquemes de colors de pigments naturals, una tendència que va continuar fins i tot després de deixar Berowra i es pot veure en obres posteriors com The Brown Pot (1940) i Manly Pines (1953). Preston va guanyar una medalla de plata a l'Exposition Internationale de París el 1937, i aquest any es va convertir en membre fundacional de l'organització antimodernista de Robert Menzies, l'Acadèmia Australiana d'Art.

### Retorn a Mosman (1939-1963)
Després dels set anys a Berowra, els Preston van tornar a Mosman, on es quedarien fins a la mort de Margaret Preston. Entre les seves cases durant aquest període hi havia l'antiga casa de l'actriu Nellie Stewart i l'Hotel Mosman. Els treballs posteriors de Preston es van basar en els temes aborígens desenvolupats a Berowra, i els seus últims treballs tenien temes obertament religiosos, possiblement en resposta al premi Blake instituït el 1951. A la dècada de 1950, va fer una sèrie de plantilles de guaix basades en temes religiosos.

## Col·leccions i exposicions
Una retrospectiva a la National Gallery of Australia, Margaret Preston, gravadora australiana (desembre de 2004 a abril de 2005), va presentar part de la gran col·lecció de gravats, xilografies, monotips i plantilles de l'artista de la galeria. Altres galeries que tenen col·leccions de la seva obra inclouen la Queensland Art Gallery, el Tasmanian Museum and Art Gallery, l'Art Gallery of South Australia, i la National Gallery of Victoria.
El 2012, la comissària Carolyn Christov-Bakargiev va incloure diverses obres de Preston a Documenta (13), a Kassel, Alemanya.
El 2024, la Geelong Gallery va presentar una exposició que examinava la influència de l'ukiyo-e en Cressida Campbell i Margaret Preston. L'exposició va prendre el lideratge dels importants fons d'impressió de la Geelong Gallery, principalment la xilografia pintada a mà Fuchsia and Balsam (1928) de Margaret Preston (comprada el 1982).